# 古斯塔夫·达伦
古斯塔夫·达伦（Gustaf Dalén，1869年11月30日—1937年12月9日），瑞典物理學家和發明家，研究領域為機械工程的應用。

## 生平
1912年因為發明結合燃點航標、燃點浮標和蓄電池等功能的自動調節裝置而獲得諾貝爾物理學獎。

## 画廊
- 1920年
- AGA仍保留的建筑物
- 1926年
- 达伦家族建造的Villa Ekbacken，現今爲加拿大驻瑞典大使住宅
- 1937年和妻子